# Académie chinoise des sciences sociales
L' Académie chinoise des sciences sociales (CASS par abréviation, chinois simplifié : 中国社会科学院 ; pinyin : Zhōngguó Shèhuì Kēxuéyuàn, parfois dite Shè Kē Yuàn) est l’académie nationale et le centre national de la recherche scientifique et de l'enseignement supérieur le plus grand de la Chine pour la philosophie et les sciences sociales, ayant pour objet de promouvoir et d'innover les recherches scientifiques dans les domaines de la philosophie, des sciences sociales et du peuple chinois. Elle fut fondée en mai 1977 et dépend du Conseil des affaires de l'État de la république populaire de Chine.

## Influence
Cet institut de recherche est le plus influent think tank chinois traitant des questions internationales et stratégiques. Il est classé deuxième plus important think tank asiatique par le classement reconnu de l'université de Pennsylvanie en 2010.

## Subdivisions académiques
Elle comprend 35 divisions académiques :
- Académie de marxisme
- Institut de littérature
- Institut de littérature des minorités
- Institut de littérature étrangère
- Institut de linguistique
- Institut de philosophie
- Institut de religions internationales
- Institut d'archéologie
- Institut d'histoire
- Institut d'histoire moderne
- Institut d'histoire du monde
- Institut des sciences politiques
- Institut d'Ethnologie et Anthropologie
- Institut de Sociologie
- Institut de Droit
- Institut de Droit international
- Institut d'Économie et politique internationale
- Institut d'Économie
- Institut d'Économie industrielle
- Institut de Développement rural
- Institut d'Économie de la finance et des échanges
- Institut de Finance
- Institut d'Économie technique et quantitative
- Institut d'Études sur la population
- Institut de Développement urbain et environnement
- Institut de Journalisme et communication
- Centre d'étude de l'histoire du territoire chinois et de ses Frontière
- Institut de Taïwan
- Institut de Russie, Europe de l'Est et Asie centrale
- Institut d'Europe
- Institut de Proche-Orient et Afrique
- Institut de Amérique latine
- Institut d'Asie-Pacifique
- Institut d'États-Unis d'Amérique
- Institut de Japon

Elle compte également plus de 90 centres de recherche, une école doctorale (Graduate School of Chinese Academy of Social Sciences), et une université - l'université de l'Académie chinoise des sciences sociales (UCASS) a été officiellement créée en 2017.

## Directeurs d'Académie
- Hú Qiáomù (胡乔木, 1977-1982) ;
- Mǎ Hóng (马洪, 1982-1985) ;
- Hú Shéng (胡绳, 1985-1998) ;
- Lǐ Tiěyìng (李铁映, 1998-2003 ;
- Chén Kuíyuán (陈奎元, 2003-)